# Metriocnemus herbicola
Metriocnemus herbicola är en tvåvingeart som först beskrevs av Hardy 1960.  Metriocnemus herbicola ingår i släktet Metriocnemus och familjen fjädermyggor. Inga underarter finns listade i Catalogue of Life.